# 青城菝葜
青城菝葜（学名：Smilax tsinchengshanensis）为百合科菝葜属下的一个种。

## 扩展阅读
- 維基物種上的相關：青城菝葜